# Sedlecký potok (přítok Mastníku)
Sedlecký potok je potok ve středních Čechách, levostranný přítok Mastníku v povodí Vltavy. Délka jeho toku činí 21,3 km (podle jiných zdrojů 24,5 km), rozloha povodí 142,0 km² a průměrný průtok v ústí 0,61 m³/s.

## Průběh toku
Potok pramení zhruba 1 km severovýchodně od vsi Ostrý v nadmořské výšce okolo 640 m. Teče převážně severozápadním směrem. Mezi Jetřichovicemi a městem Sedlec-Prčice, od něhož má svůj název, protéká několika rybníky. Pod obcemi Jesenice a Nedrahovice vznikl přehrazením potoka Dlouhý rybník a pod ním rybí sádky. Poblíž Sedlčan je postavena větší přehradní nádrž, která způsobuje vzdutí v délce téměř 2 km. V Sedlčanech se potok vlévá do Mastníku v nadmořské výšce 340 m jako jeho největší přítok. 

### Sedlčanská retenční nádrž
V místech, kde Sedlecký potok přitéká od jihu k Sedlčanům, je vybudována retenční nádrž. Stavba, plánovaná už od 60. let, byla zahájena v polovině roku 1981 a dokončena o rok později; napouštět se začala začátkem roku 1983. Sypaná hráz dlouhá 160 m je vybudována převážně z navezené a udusané cihlářské hlíny těžené na nedalekých kopcích, vypouštěcí komora je betonová. Stavbu prováděl státní podnik Vodní stavby. Plocha přehrady je zhruba 20 ha a zadržuje okolo 750 000 m³ vody. Přehrada je hojně využívána především rybáři. V roce 1994 byla uvedena do provozu malá vodní elektrárna se dvěma turbínami a výkonem 18 kW, která však byla roku 2002 poničena povodněmi a dosud nebyla obnovena.

### Větší přítoky
Většími přítoky jsou Uhřický potok (L), Divišovický potok (P), Novodvorský potok (P), potok Slabá (L) a Libíňský potok (L).

## Vodní režim
N-leté průtoky u ústí do Mastníku:
| N-leté průtoky | Q1  | Q5   | Q10  | Q50  | Q100 |
| -------------- | --- | ---- | ---- | ---- | ---- |
| Q [m³/s]       | 6,2 | 19,0 | 27,2 | 52,8 | 67,4 |

## Fotogalerie

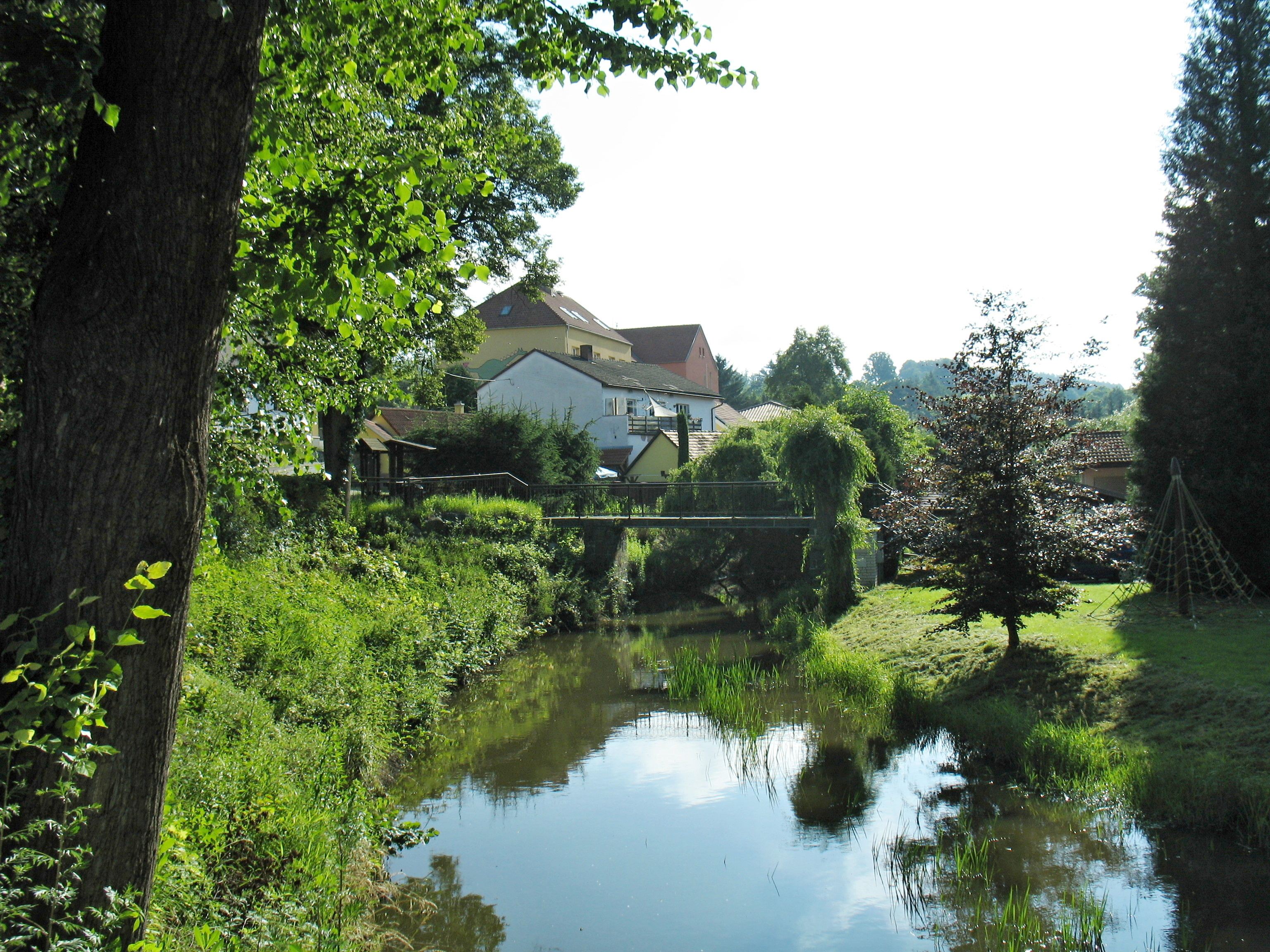
Sedlecký potok v Jesenici
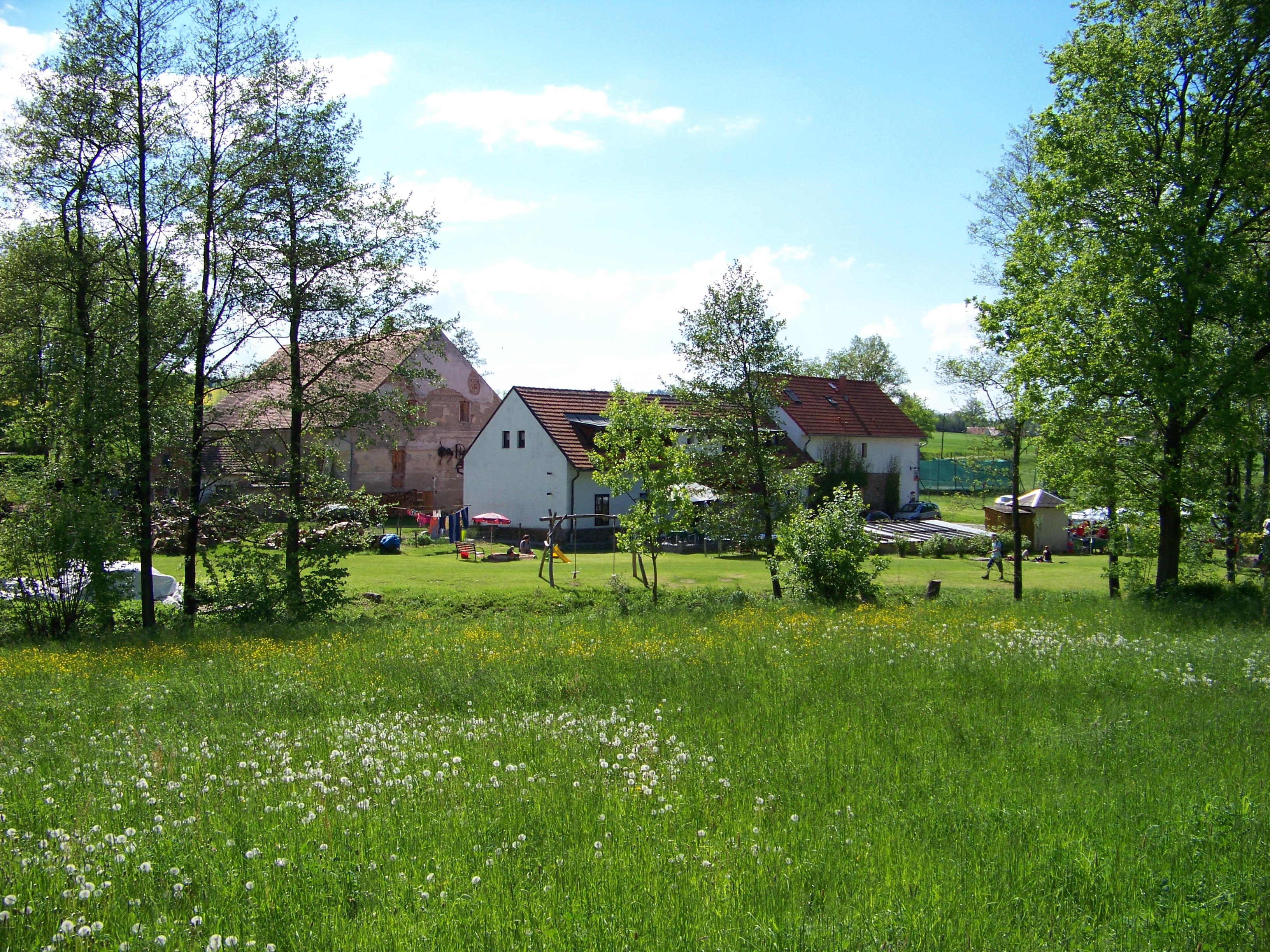
Strnadovský mlýn u Dobrošovic
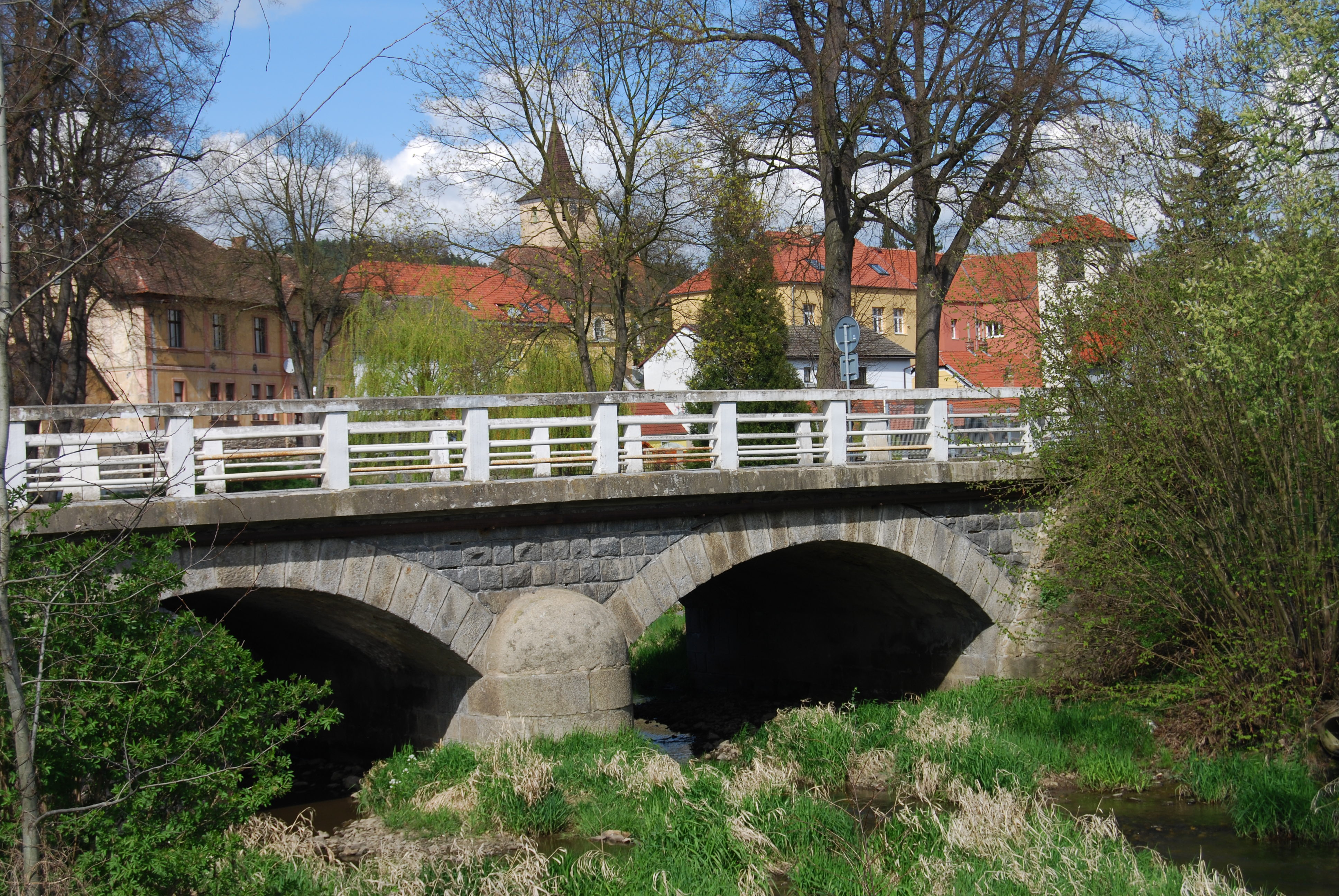
Most v Jesenici
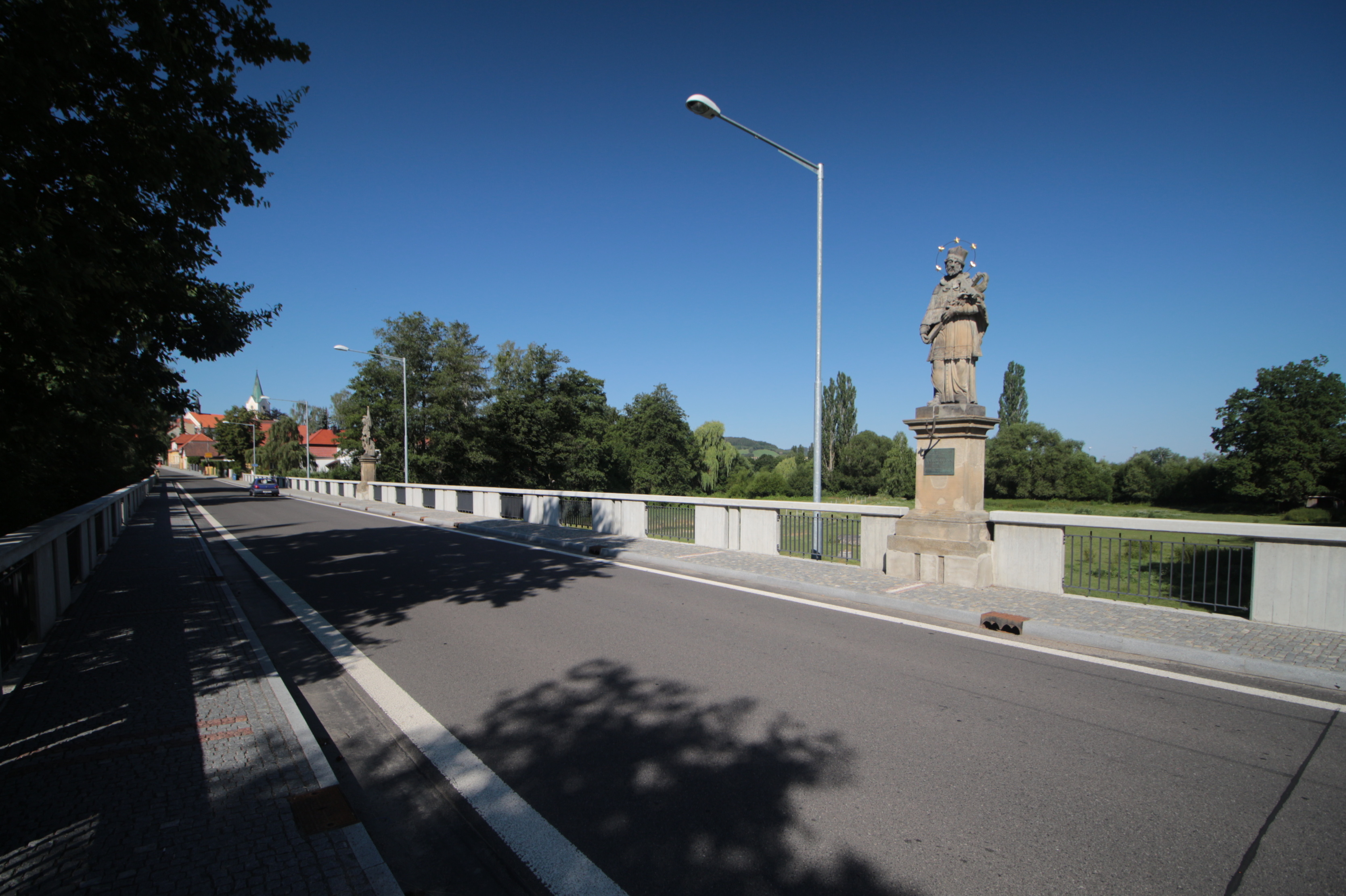
Most Karla Burky
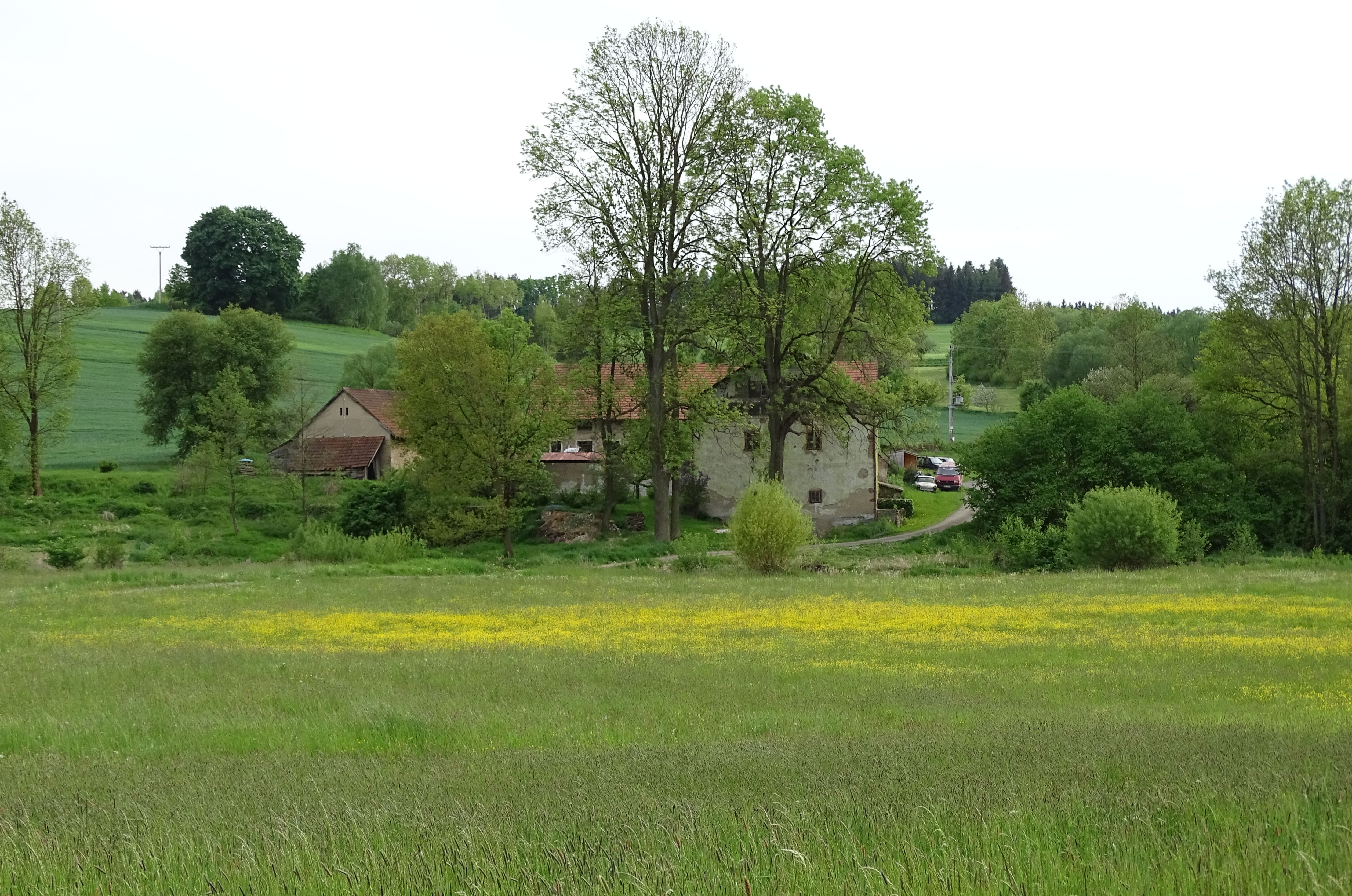
Sovův mlýn u Jesenice
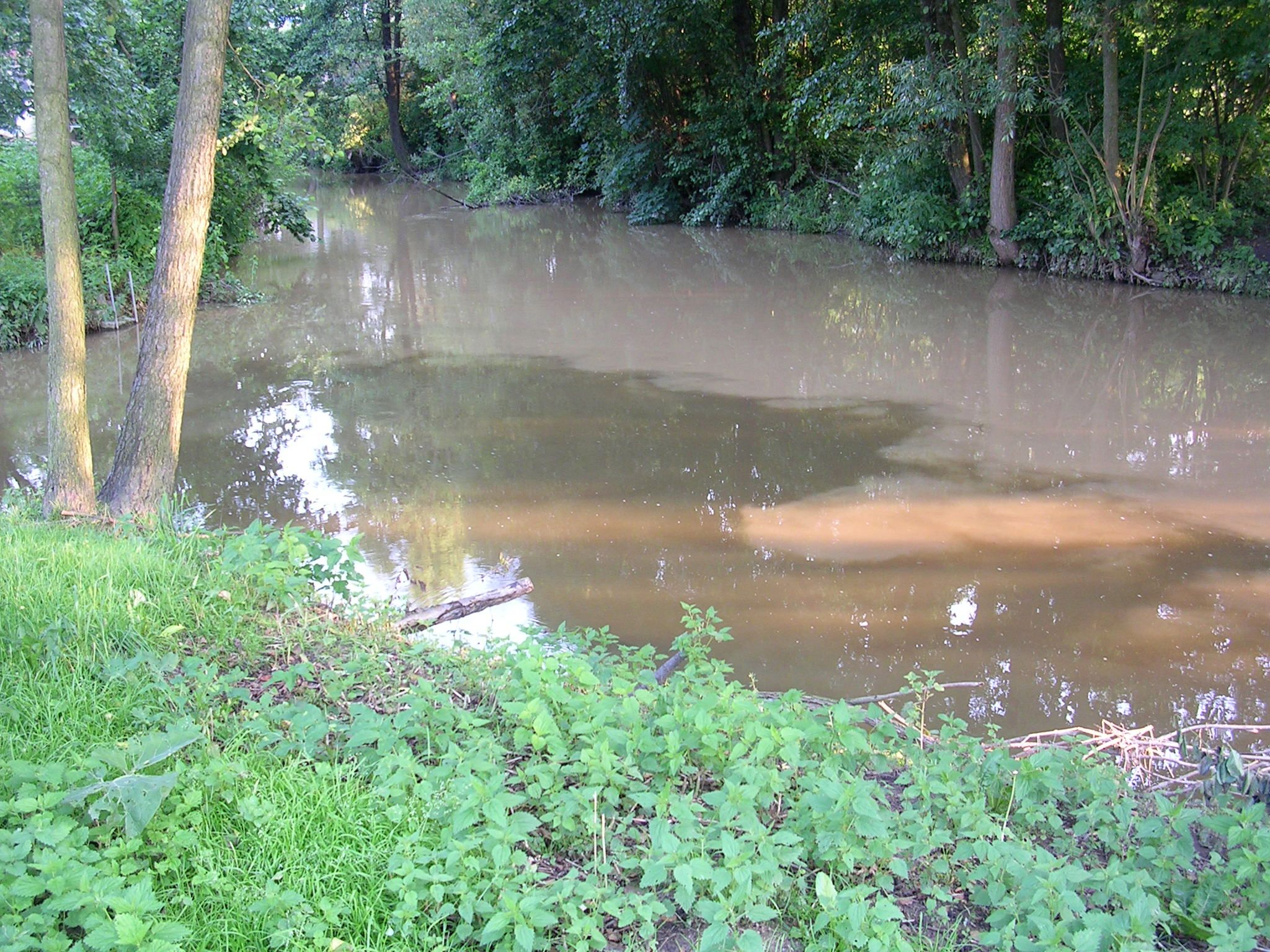
Soutok s Mastníkem v Sedlčanech